# Francesco Ghiara
Francesco Ghiara (Genova, 22 maggio 1997) è un pallanuotista italiano, portiere del Quinto.

## Carriera
Inizia la sua carriera nella Sportiva Sturla riuscendo, nel 2013, a raggiungere la serie B. 
Tra il 2013 e il 2017, ha due parentesi in prestito nelle giovanili under 17 e under 20 di Rari Nantes Savona e under 20 di Sporting Club Quinto, intervallate da un anno nelle giovanili dello Sturla.
Intanto nella stagione 2015-2016 diventa portiere titolare della prima squadra della Sportiva Sturla di mister Franco Falcone. Dopo essere arrivato per due anni assieme ai compagni dello Sturla ai playoff della serie B, nella stagione 2017-2018 è confermato nella squadra del nuovo mister Piero Ivaldi con cui ottiene la promozione in serie A2.
Nel 2020 si trasferisce alla De Akker Bologna con la quale, nel giugno del 2022, ottiene la promozione in A1.
Nel luglio del 2022 si trasferisce, a titolo temporaneo, al Pallanuoto Trieste.
Esordisce in LEN Euro Cup il 15 ottobre 2022, durante la fase a gironi a Barcellona, nella vittoria per 29-10 contro la Športový klub Hornets KošiceNel.
Fa il suo esordio in serie A1 il 19 novembre 2022 nella vittoria in trasferta, per 11-17, contro l'Anzio Waterpolis.
Esordisce in Coppa Italia nella semifinale per il quinto posto, vinta 11-9, contro Posillipo.
Il 19 giugno 2023, viene annunciato come nuovo portiere della Nuoto Catania.
Dopo aver contribuito alla salvezza della Nuoto Catania, nel giugno 2024 si trasferisce allo Sporting Club Quinto.